# Bamford
Bamford – wieś w Anglii, w hrabstwie Derbyshire, w dystrykcie High Peak. Leży 50 km na północ od miasta Derby i 231 km na północny zachód od Londynu. Miejscowość liczy 1184 mieszkańców.